# Fehér Márta
Fehér Márta (Budapest, 1942. február 3. – 2020. december 16.) Széchenyi-díjas magyar filozófus, tudománytörténész, egyetemi tanár, a Magyar Filozófiai Társaság életműdíjával kitüntetett, nemzetközileg elismert tudományfilozófus.

## Élete, munkássága
1965-ben az Eötvös Loránd Tudományegyetemen matematika-fizika szakos oklevelet szerzett, majd 1968-ban filozófusként diplomázott. 1970-ben doktorált, 1980-ban kandidátusi fokozatot szerzett. 1994-ben az MTA doktora lett.

### Oktatói tevékenysége
1965-től a BME Filozófia és Tudománytörténet tanszékének munkatársaként dolgozott, 1989 és 1999 között a tanszék vezetője volt. Tanított a BME Csonka Pál Doktori Iskolában és a BME Tudományfilozófia és Tudománytörténet Doktori Iskolában, a Rutgers Egyetem és a St. John's Egyetem vendégprofesszora volt.

### Tevékenysége szakmai szervezetekben
Az MTA Filozófiai Bizottságának, az MTA Tudomány- és Technikatörténeti Komplex Bizottságának volt tagja. A Polanyiana folyóirat főszerkesztője, az International Studies in the Philosophy of Science folyóirat szerkesztőbizottsági tagja volt.

## Írásai

### Könyvek
- (Hársing Lászlóval) A tudományos problémától az elméletig. Bp., 1976
- A tudományfejlődés-elméletek története. Bp., 1979
- A tudományfejlődés kérdőjelei. A tudományos elméletek inkommenzurábilitásának problémája; Akadémiai, Budapest, 1983
- Changing Tools, Case Studies in the History of Scientific Methodology, Akadémiai Kiadó, Budapest, 1995

### Tanulmányok
- A természetfelfogás változásai, Világosság 1979/8–9.
- A poszt-pozitivista tudományfilozófia válsága. Magyar Filozófiai Szemle 1985/5–6.
- A paradigmától a lexikonig, Th. Kuhn 35 év után. Replika 27., 1997
- A poszt-akadémikus tudományig és tovább. Magyar Tudomány 1997/7.

## Interjú
- Ezredvégi beszélgetés Fehér Mártával